# Semaforo dissuasore

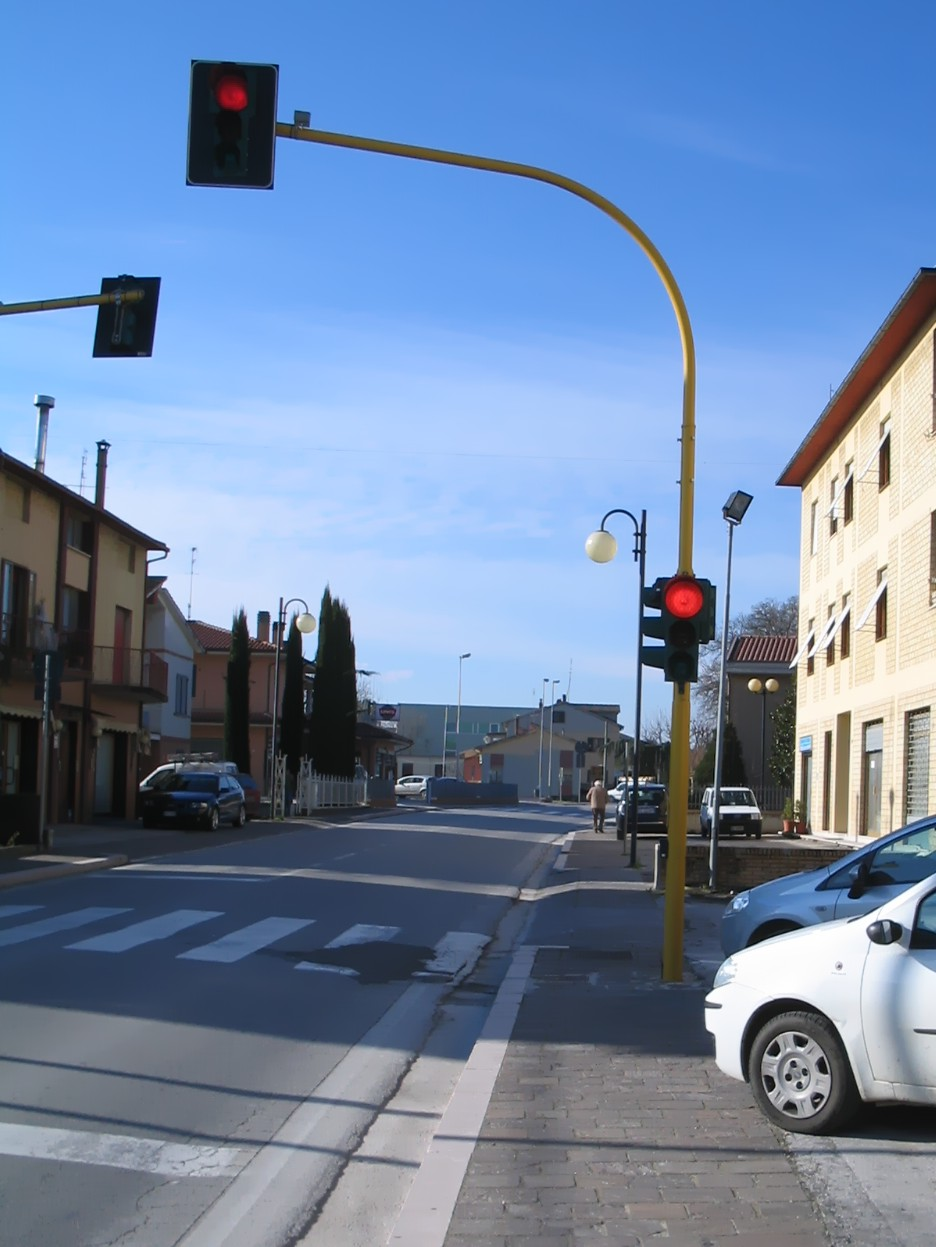
Semaforo dissuasore

Il semaforo dissuasore, anche detto semaforo intelligente, è un particolare tipo di semaforo la cui installazione non è necessariamente collegata alla funzione di ripartire la precedenza tra i flussi incrociati della viabilità. La sua funzione primaria, infatti, è quella di limitare la velocità di percorrenza dei veicoli.

## Funzionamento
Il semafoto dissuasore normalmente mantiene sempre accesa la luce verde ed è dotato di un sistema di rilevazione e misura di velocità, posto nelle immediate precedenze, che lo rende in grado di riconoscere un veicolo che procede ad andatura troppo rapida; in tal caso il semaforo inserisce automaticamente la sequenza di luci gialla e poi rossa, allo scopo di bloccare la marcia del detto veicolo, per poi ritornare verde dopo alcuni secondi.
I semafori dissuasori sono spesso dotati di apparecchio fotografico atto a identificare eventuali trasgressori.

## Storia
La prima installazione di questo tipo d'impianto è stata sperimentata nella città statunitense di Portland (Oregon), nel novembre 1943.
L'impianto, mediante sensori trasversali posti sull'asfalto era in grado di individuare le vetture che superavano i 70 km/h, facendo scattare il rosso e bloccando il veicolo.
Allo scopo di far ricomparire la luce verde, il conducente poteva ritornare a nuovamente percorrere il tratto di strada rispettando i limiti , oppure attendere l'arrivo di altro veicolo che sopraggiungesse a velocità moderata.

## Illegittimità dell'impianto in Italia
In Italia, con il XXI secolo, i semafori dissuasori sono stati installati da molte amministrazioni comunali, allo scopo di limitare la velocità dei veicoli in particolari tratti stradali.
Tuttavia, una sentenza del giudice di pace di Mezzolombardo ha contestato la conformità dell'impianto all'art. 146, 3° comma del C.d.S., dichiarando "l'illegittimità del semaforo cosiddetto «intelligente», le cui lanterne semaforiche si azionano in base alla velocità dei veicoli".
Il Commissario del Governo della provincia di Trento, in data 22 gennaio 2008, ha confermato la fondatezza della sentenza, anche sulla base di apposite circolari in data 12 giugno e 17 luglio 2007 e del parere in data 5 settembre 2005, emanati dal Ministero delle infrastrutture e dei trasporti.
Si ricorda, infine, che gli impianti dotati di semaforo dissuasore sono privi della necessaria omologazione ministeriale.